# Canthidium discopygidiale
Canthidium discopygidiale är en skalbaggsart som beskrevs av Henry Fuller Howden och Young 1981. Canthidium discopygidiale ingår i släktet Canthidium och familjen bladhorningar. Inga underarter finns listade.